# Hruzevîțea, Hmelnîțkîi
Hruzevîțea (în ucraineană Грузевиця) este o comună în raionul Hmelnîțkîi, regiunea Hmelnîțkîi, Ucraina, formată numai din satul de reședință.

## Demografie
Componența lingvistică a comunei Hruzevîțea
     Ucraineană (97,05%)
     Rusă (2,16%)
     Alte limbi (0,59%)
Conform recensământului din 2001, majoritatea populației comunei Hruzevîțea era vorbitoare de ucraineană (97,05%), existând în minoritate și vorbitori de rusă (2,16%).